# میهنه
میهْنه یا مِهْنه (مهنۀ خاوران) (به ترکمنی: Mäne، مأنه)، زادگاه و محل دفن ابوسعید ابوالخیر عارف نامدار سدۀ چهارم و پنجم قمری، ناحیه‌ای میان سرخس و ابیورد، اکنون در شهرستان قهقهه واقع در استان آخال در خاک کشور ترکمنستان در ۱۳۰ کیلومتری جنوب شرقی عشق آباد، مقابل چهچهه (شهرستان کلات) در خاک ایران است. آرامگاه ابوسعید ابوالخیر در ۵ کیلومتری شمال این شهرک قرار دارد.